# Christiane Hoffmann (Journalistin, 1967)

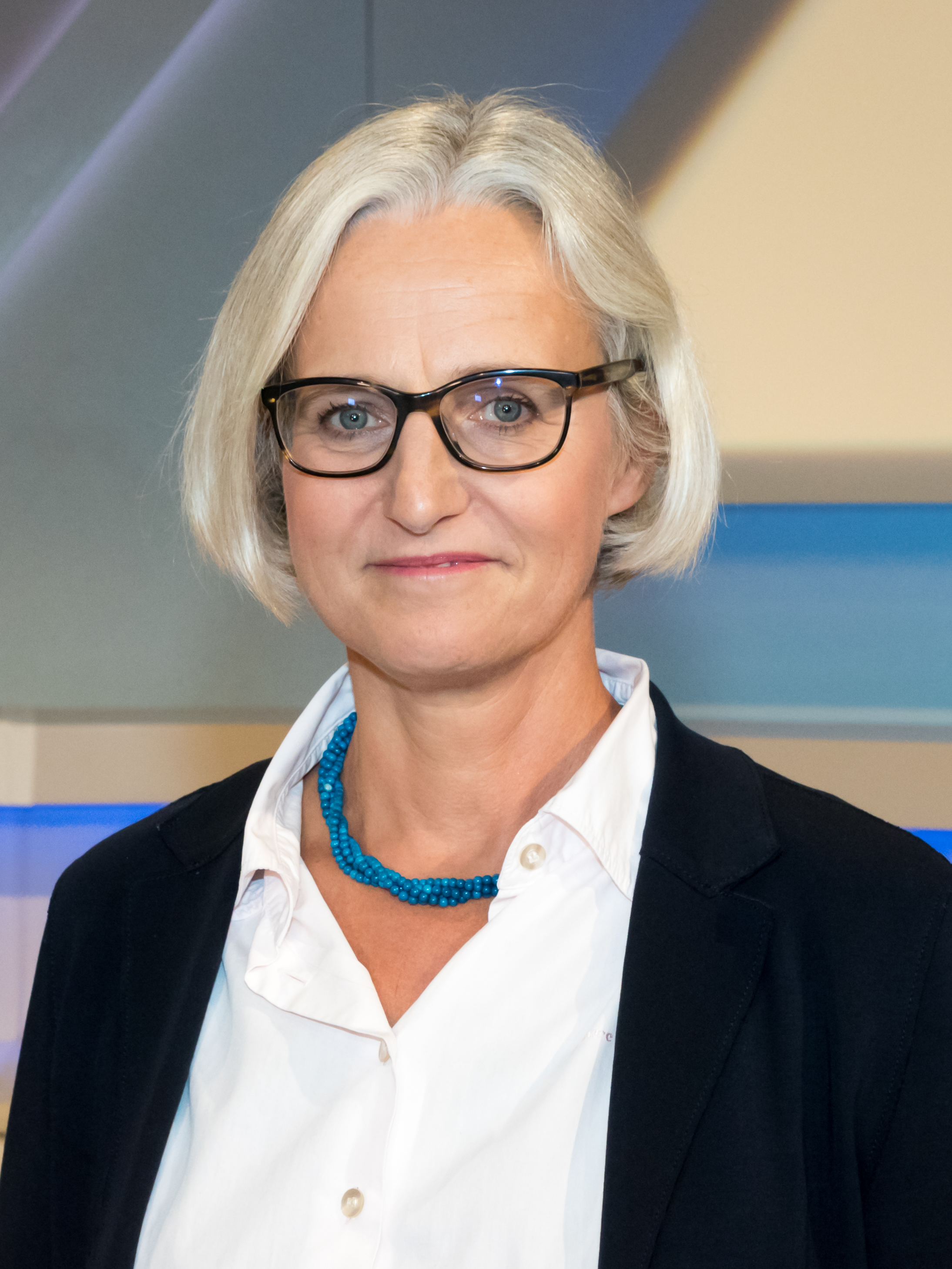
Christiane Hoffmann, 2019

Christiane Hoffmann (* 25. Mai 1967 in Hamburg) ist eine deutsche Journalistin. Sie war von 2022 bis 2025 erste stellvertretende Sprecherin der Bundesregierung sowie stellvertretende Leiterin des Presse- und Informationsamtes der Bundesregierung.

## Leben und Wirken

### Ausbildung
Christiane Hoffmann wuchs in Wedel bei Hamburg auf und besuchte dort das Johann-Rist-Gymnasium. Ihr Vater war Heimatvertriebener, er stammte aus dem niederschlesischen Dorf Rosenthal. Als Stipendiatin der Studienstiftung des deutschen Volkes studierte Hoffmann Slawistik, Geschichte und Journalistik an der Albert-Ludwigs-Universität Freiburg, der Staatlichen Universität Leningrad und der Universität Hamburg.

### Journalismus
Hoffmann war von 1994 bis 2012 auf verschiedenen Posten im In- und Ausland für die Frankfurter Allgemeine Zeitung und die Frankfurter Allgemeine Sonntagszeitung tätig, unter anderem von 1996 bis 1999 als Korrespondentin in Moskau, von 1999 bis 2004 als Korrespondentin in Teheran und von 2010 bis 2012 als Korrespondentin in Berlin.
Sie veröffentlichte 2010 in der Frankfurter Allgemeinen Sonntagszeitung einen Leitartikel über Alice Schwarzer und Bundesfamilienministerin Kristina Schröder (CDU), in dem sie Schwarzer Femitainment vorwarf.
Im Januar 2013 wechselte sie zum Nachrichtenmagazin Der Spiegel, wo sie von Januar 2013 bis Dezember 2018 stellvertretende Leiterin des Hauptstadtbüros war und von September 2015 bis Dezember 2018 die Meinungsbeiträge betreute. Von 2019 bis 2021 war sie Autorin des Hauptstadtbüros.
Bevor sie Regierungssprecherin wurde, war Hoffmann häufig Gast in politischen Talkshows (Anne Will, Hart aber fair, Markus Lanz) sowie im ARD-Presseclub.
Ihr Buch Alles, was wir nicht erinnern. Zu Fuß auf dem Fluchtweg meines Vaters war für den Preis der Leipziger Buchmesse 2022 in der Kategorie Sachbuch/Essayistik nominiert und wurde mit dem Buchpreis Familienroman 2022 der Stiftung Ravensburger Verlag ausgezeichnet. Ein Theaterprojekt nach dem Buch zeigt das Thalia Gaußstraße in der Spielzeit 2024/25.

### Regierungssprecherin
Die Partei Bündnis 90/Die Grünen schlug Hoffmann am 14. Dezember 2021 als erste stellvertretende Sprecherin der Bundesregierung und zudem stellvertretende Leiterin des Presse- und Informationsamtes der Bundesregierung vor. Von Januar 2022 bis zur Bildung des Kabinetts Merz am 6. Mai 2025 bekleidete sie das Amt.

### Mitgliedschaften
- Mitglied im Deutsch-Russischen Forum e. V.,
- Mitglied der Atlantik-Brücke e. V.

## Auszeichnungen
- 2022: Buchpreis Familienroman der Stiftung Ravensburger Verlag für Alles, was wir nicht erinnern[14]
- 2023: Riesengebirgspreis für Literatur (Karkonoska Akademia Nauk Stosowanych und Verein zur Pflege schlesischer Kunst und Kultur)[15]

## Privates
Hoffmann ist mit dem ehemaligen Schweizer Parlamentsabgeordneten und ehemaligen Botschafter in Teheran und Berlin, Tim Guldimann, verheiratet. Sie haben zwei Kinder und leben in Berlin.

## Buchpublikationen
- Hinter den Schleiern Irans. Einsichten in ein verborgenes Land. DuMont, Köln 2009, ISBN 978-3-8321-9538-0.
- Alles, was wir nicht erinnern. Zu Fuß auf dem Fluchtweg meines Vaters. C.H.Beck, München 2022, ISBN 978-3-406-78493-4.[18]